# Herzlberg
Der Herzlberg (hebräisch הַר הֶרְצְל Har Herzl oder הַר הַזִּכָּרוֹן Har haSikkarōn) ist ein Hügel und Nationalfriedhof in Jerusalem, benannt nach Theodor Herzl, dem Begründer des modernen politischen Zionismus. Herzls Grab liegt auf der Spitze des Hügels im Judäischen Bergland.
Auf dem Herzlberg wurden seit der Staatsgründung zahlreiche weitere politische Führer und bedeutende Zionisten begraben, darunter Wladimir Seʾev Shabotinski und David Wolffsohn sowie die Premierminister Levi Eschkol, Golda Meir, Jitzchak Rabin und Schimon Peres. Der Hügel ist Schauplatz verschiedener Gedenkveranstaltungen und Feierlichkeiten. Yad Vashem, die Gedenkstätte für die Schoa, liegt westlich des Herzlbergs, Israels wichtigster Soldatenfriedhof am Nordhang. Beim Eingang des Parks auf dem Herzlberg gibt es ein Museum zum Leben und Wirken Herzls.

## Herzls Grab
In seinem Testament schrieb Theodor Herzl 1903:

„Ich wünsche in einem Metallsarg neben meinem Vater begraben zu werden, und dort zu bleiben[,] bis das jüdische Volk meine Überreste nach Eretz Israel überführen wird. Die Särge meines Vaters, meiner Schwester Pauline, und meiner nahen Verwandten, welche bis dann gestorben sein werden, werden auch dorthin überführt werden.“

Als Herzl ein Jahr später starb, wurde er in Wien begraben.
Erst im Jahr 1949, 45 Jahre später, wurden seine Überreste nach Israel gebracht und in Jerusalem erneut beigesetzt. Dabei hatten die Behörden Israels seinen Wunsch ignoriert, auf dem Friedhof des Karmel-Berges bei Haifa begraben zu werden (welche Bitte er u. a. am 4. Zionistenkongress, London 1900, ausdrücklich ausgesprochen hatte). Der Ort der Beisetzung wurde durch eine speziell gebildete staatliche Kommission ausgewählt; 63 Vorschläge wurden im Wettbewerb für die Gestaltung des Grabsteins eingereicht. Gewinner war Joseph Klarwein mit einem schlichten schwarzen Granitstein.
Seine Kinder Pauline und Hans konnten erst 2006 neben ihm beigesetzt werden, seine Tochter Trude wurde im KZ Theresienstadt ermordet. Herzls einziger Enkelsohn Theodore Norman wurde im Dezember 2007 auf dem Herzlberg beigesetzt, 61 Jahre nachdem er in Washington Suizid begangen hatte, als er vom Tod seiner Eltern im Holocaust erfuhr.

## Mount Herzl Plaza
Mount Herzl Plaza ist der Hauptplatz, wo jeweils die Zeremonie des israelischen Unabhängigkeitstages beginnt.

## Herzl-Museum
Ein interaktives Museum am Eingang des Herzlbergs bietet einen Einblick in das Leben von Theodor Herzl, dem Mann mit dem Traum von einer jüdischen Heimat. Im Museum gibt es vier Räume, in denen Stationen aus Herzls Leben dargestellt werden: Wien, Paris, Basel und im vierten Raum werden Dokumentar- und andere Filme an den Wänden gezeigt, die Herzls mühevolle, doch erfolglose Bemühungen dokumentieren, weltweite Anerkennung für eine jüdische Nation in Deutschland, Österreich und beim türkischen Sultan zu erlangen, sowie seinen Besuch in Palästina und den Uganda-Vorschlag.

## Denkmal für die Opfer des Terrors in Israel
Das Denkmal für die Opfer von Terrorakten ehrt alle Terroropfer auf dem Gebiet von Eretz Israel von 1851 bis heute.

## Halle des Nationalen Gedenkens
2017 wurde auf dem Herzlberg die neue Memorial Hall of Israel’s Fallen eröffnet mit den Namen aller gefallenen Verteidiger Israels von 1860 bis in die Gegenwart. Auf einer inneren 250 Meter langen „Wand der Namen“ innerhalb der Gedenkhalle finden sich 23.000 beige Ziegel, auf denen die Namen der gefallenen Soldaten mit ihrem Todesdatum eingraviert sind. Innerhalb der größtenteils unterirdischen Andachtshalle schraubt sich diese Wand entlang einer Fußgängerrampe drei Geschosse in die Tiefe. Für die Gedenkstätte erhielten Kimmel Eshkolot Architects 2018 den begehrten „Award for International Excellence“ vom Royal Institute of British Architects (RIBA) in London.

## Gedenkstätten

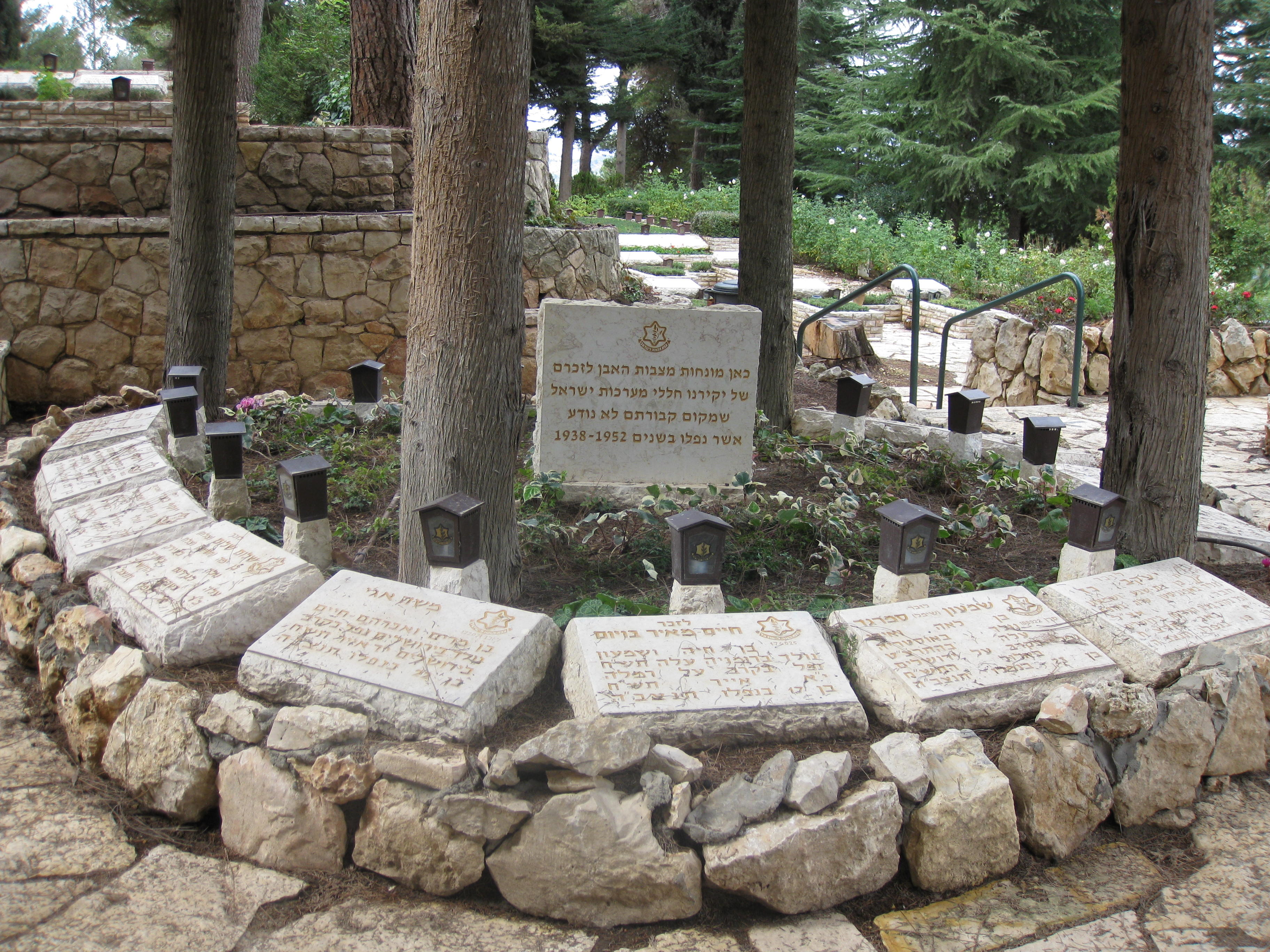
Garten der vermissten Soldaten
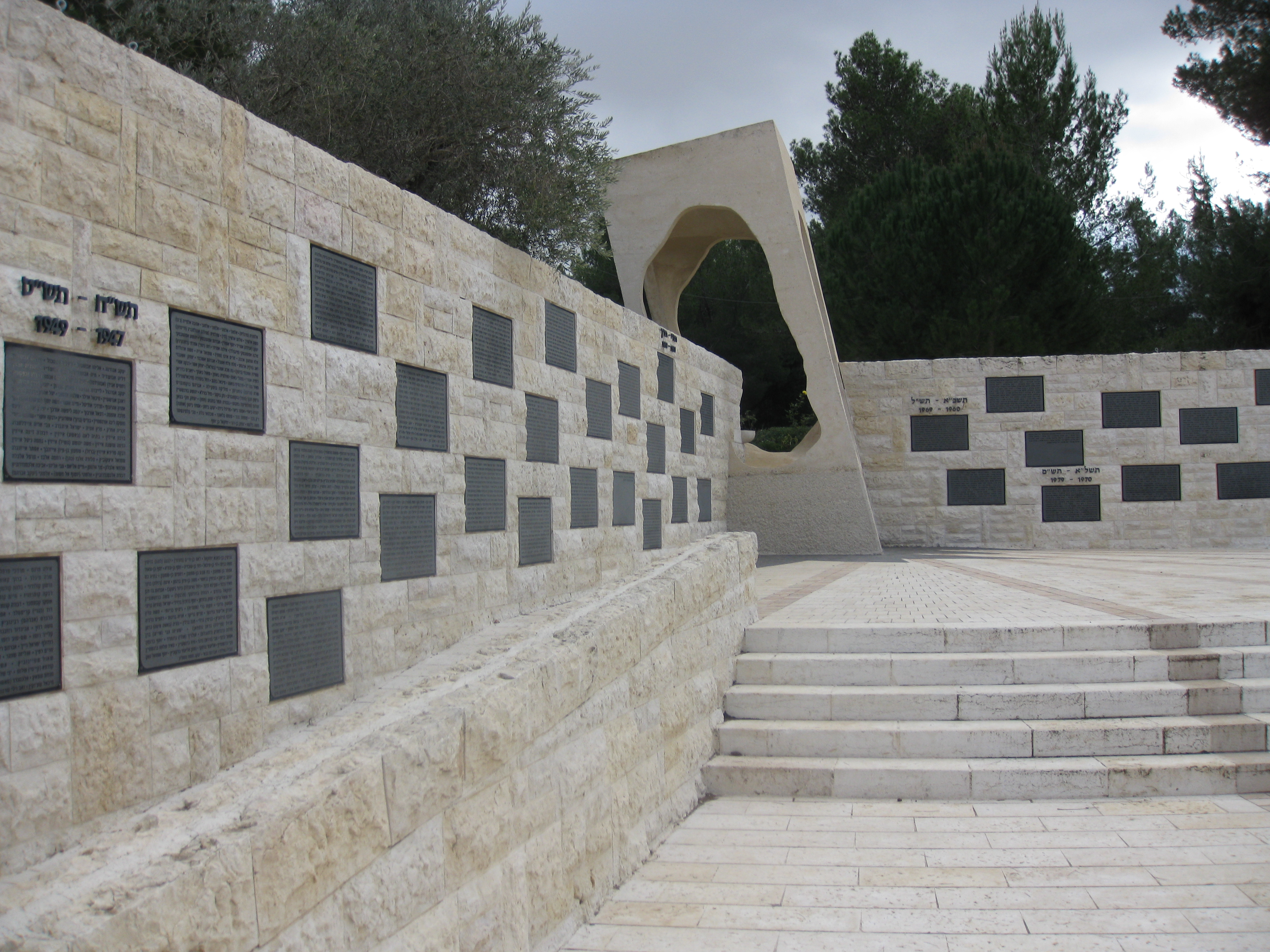
Gedenkstätte für die Opfer des Terrors in Israel
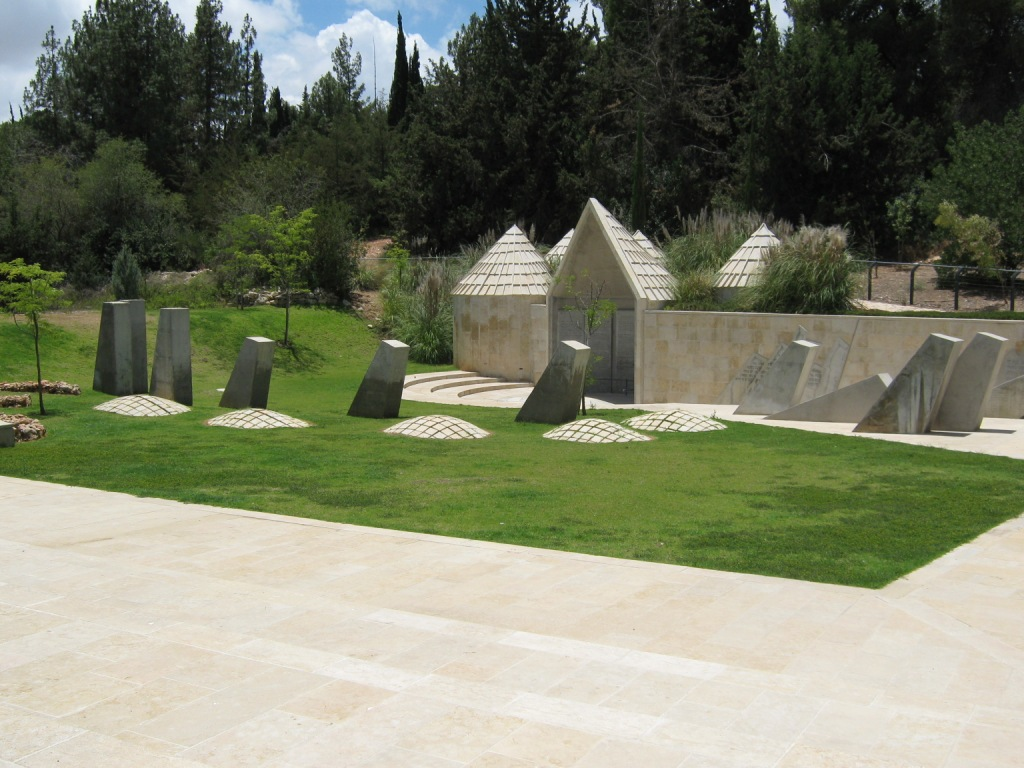
Gedenkstätte für äthiopische Juden, die auf dem Weg nach Israel ermordet wurden
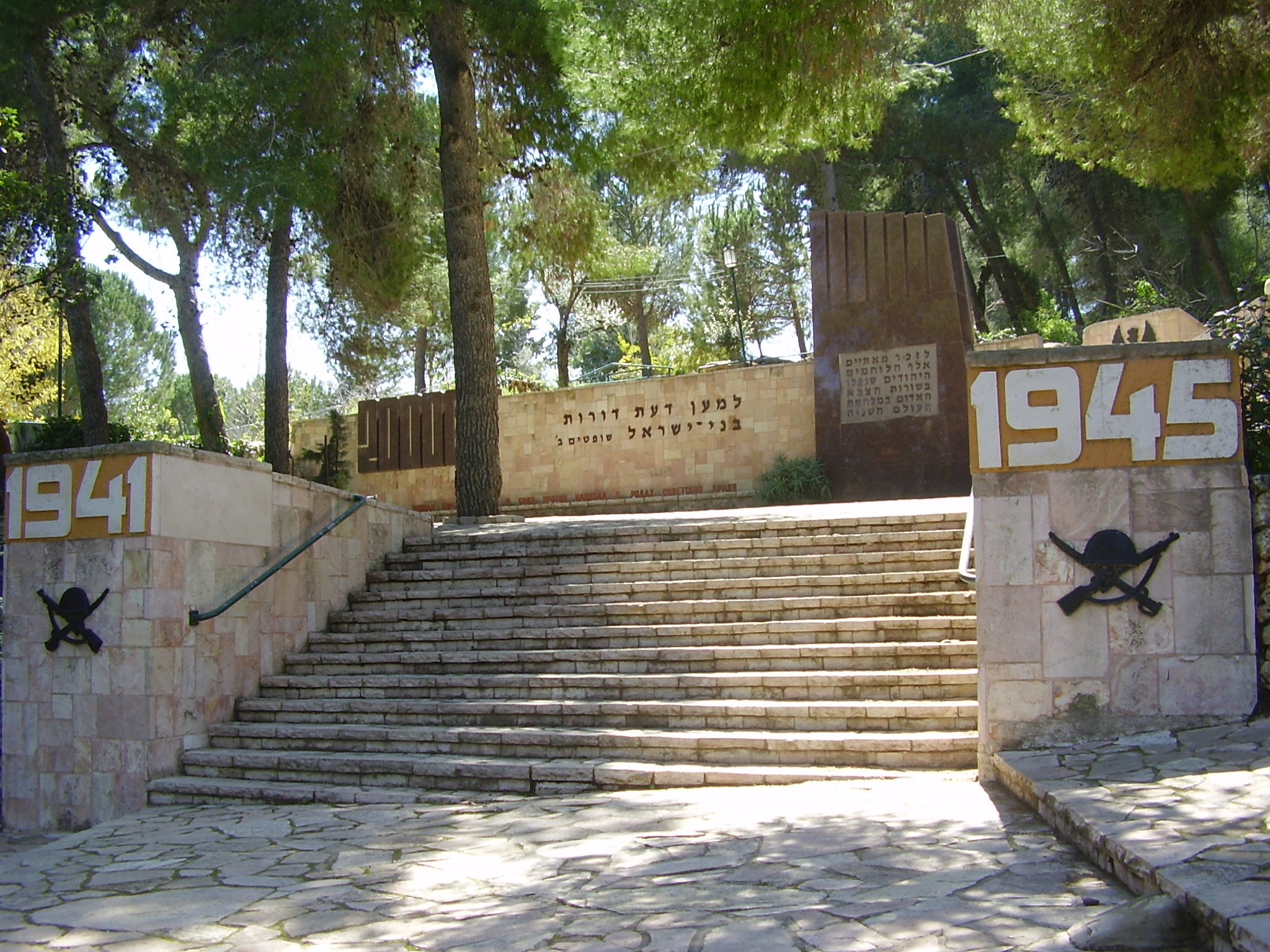
Denkmal für jüdische Soldaten, die für die sowjetische Armee im Zweiten Weltkrieg gekämpft haben
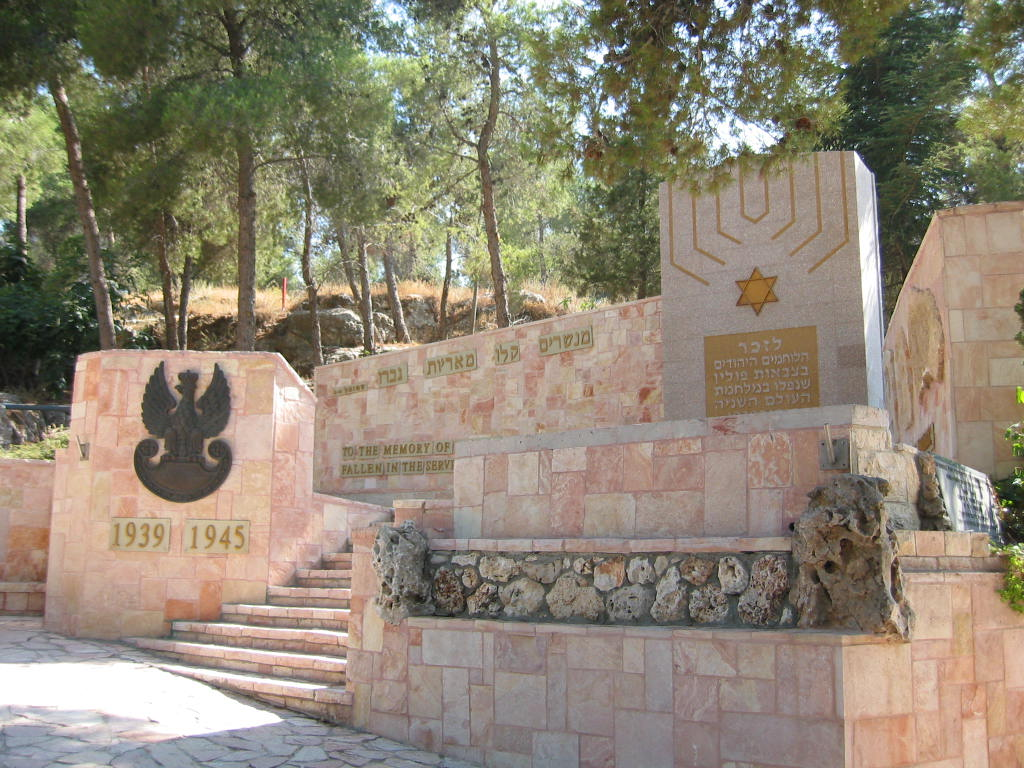
Denkmal für jüdische Soldaten, die für die polnische Armee im Zweiten Weltkrieg gekämpft haben
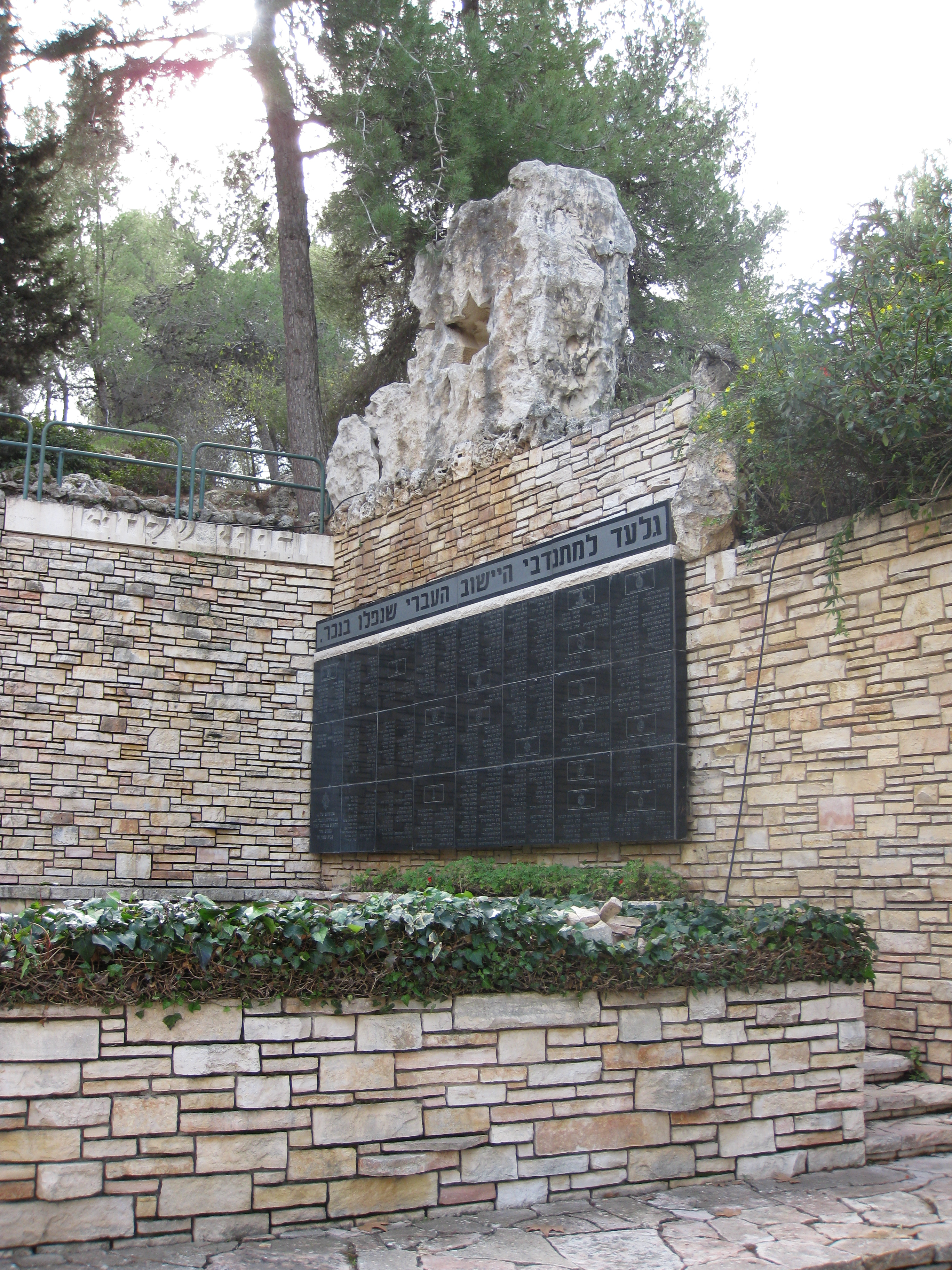
Denkmal für jüdische Soldaten aus Palästina, die in der britischen Jüdischen Brigade im Zweiten Weltkrieg gekämpft haben
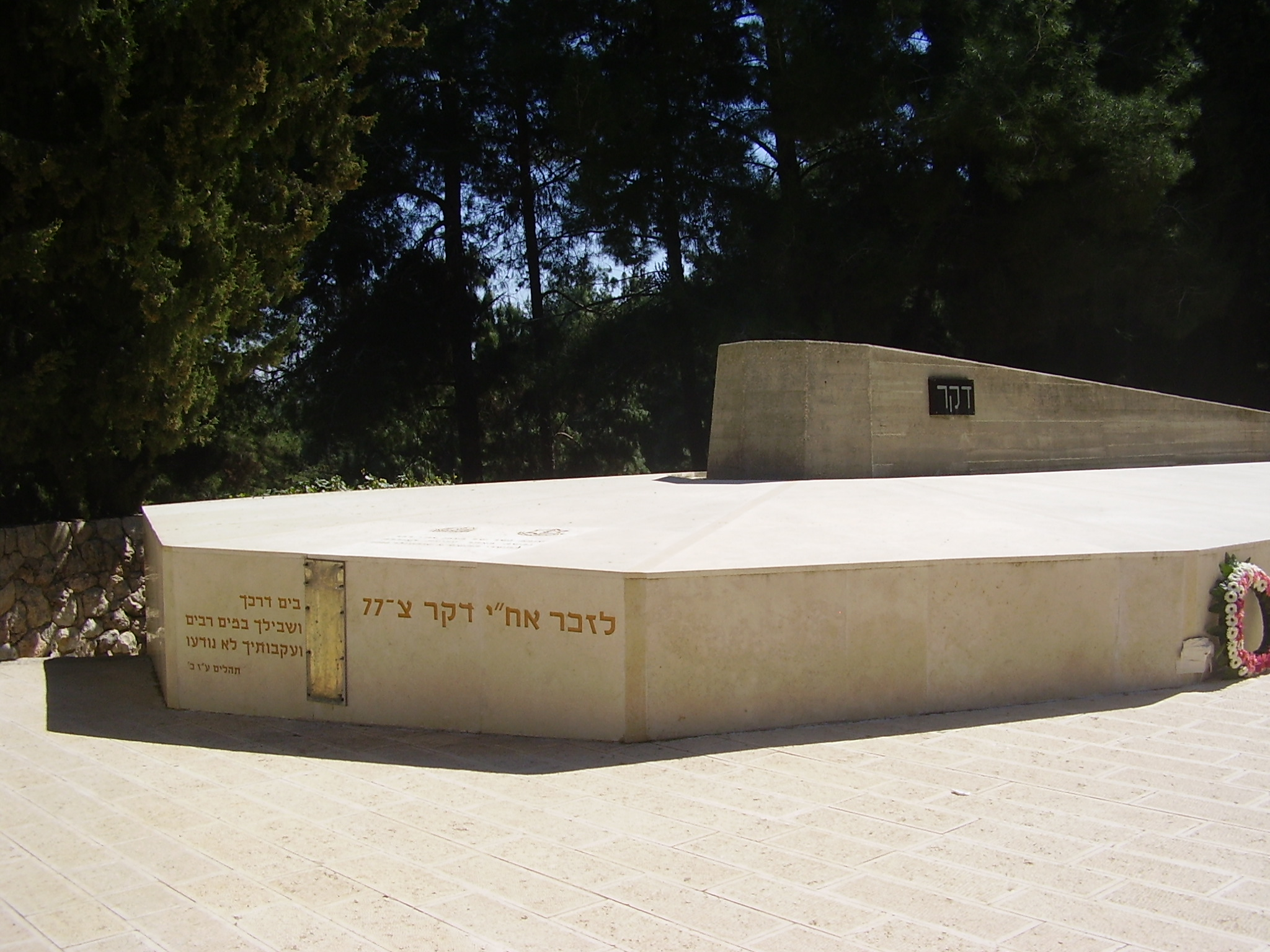
Gedenkstätte für die Besatzung der Dakar
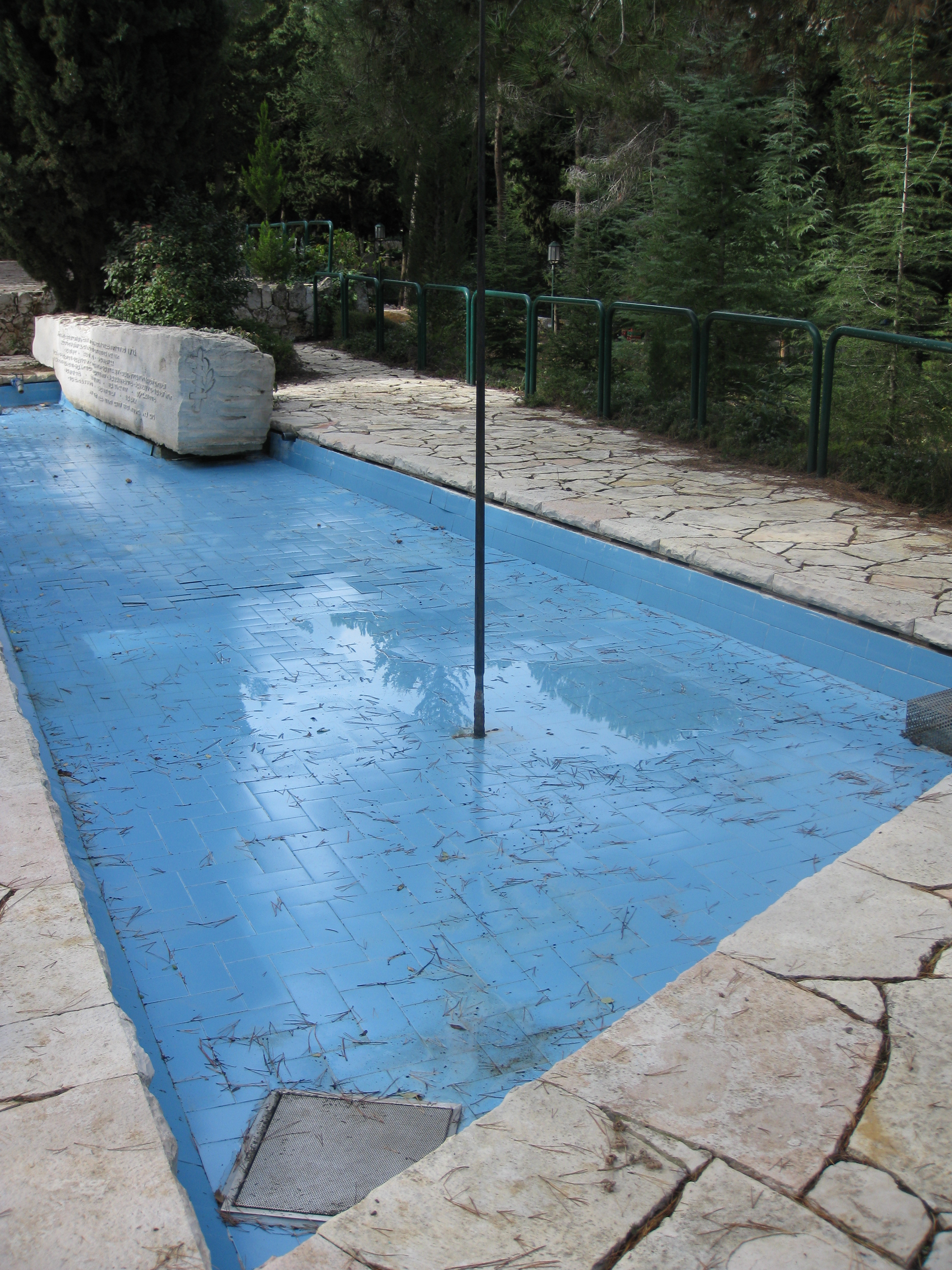
Denkmal für 23 Opfer, die bei einer Palmach-Aktion 1941 umkamen
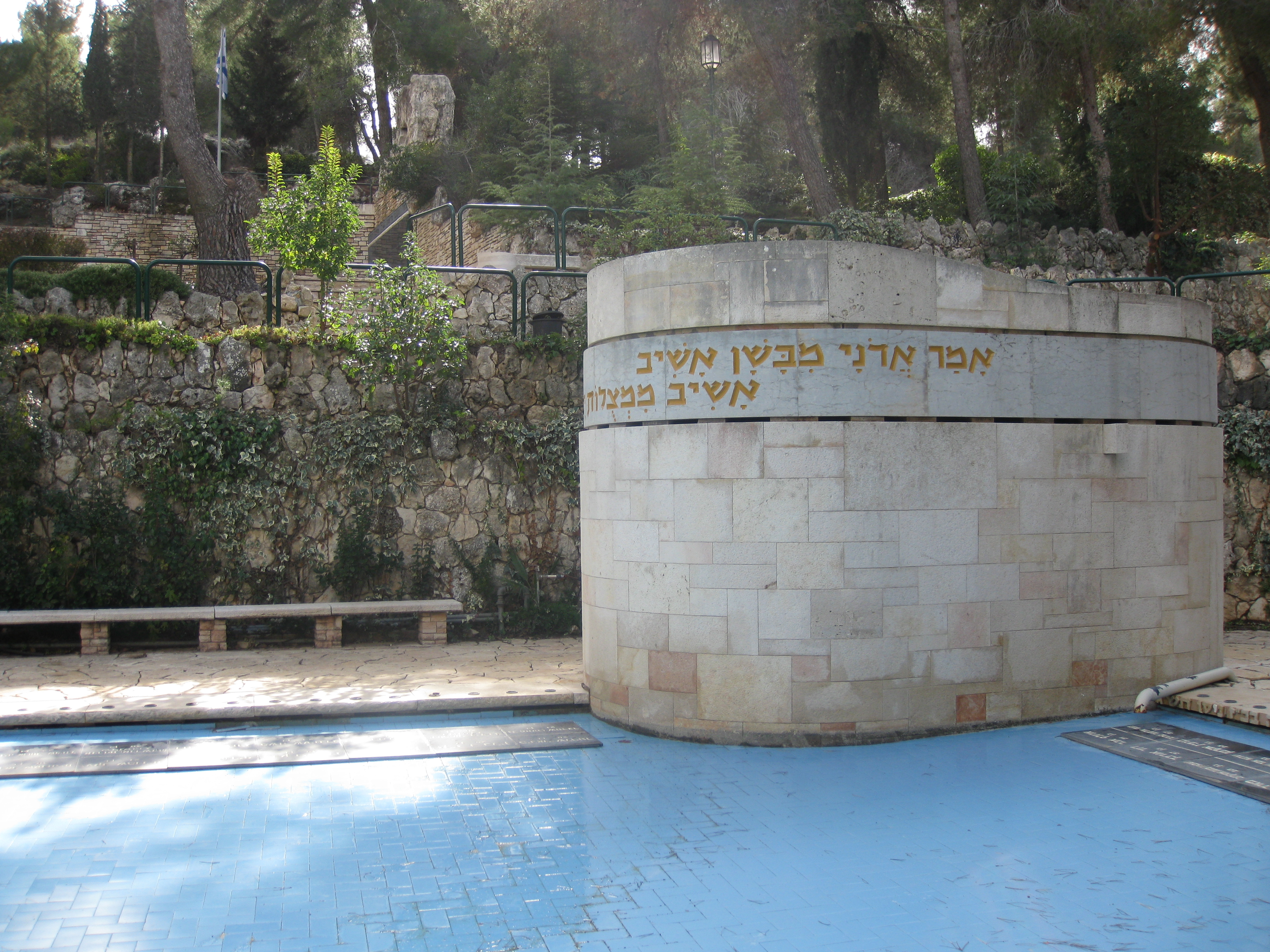
Erinpura Ehrenmal
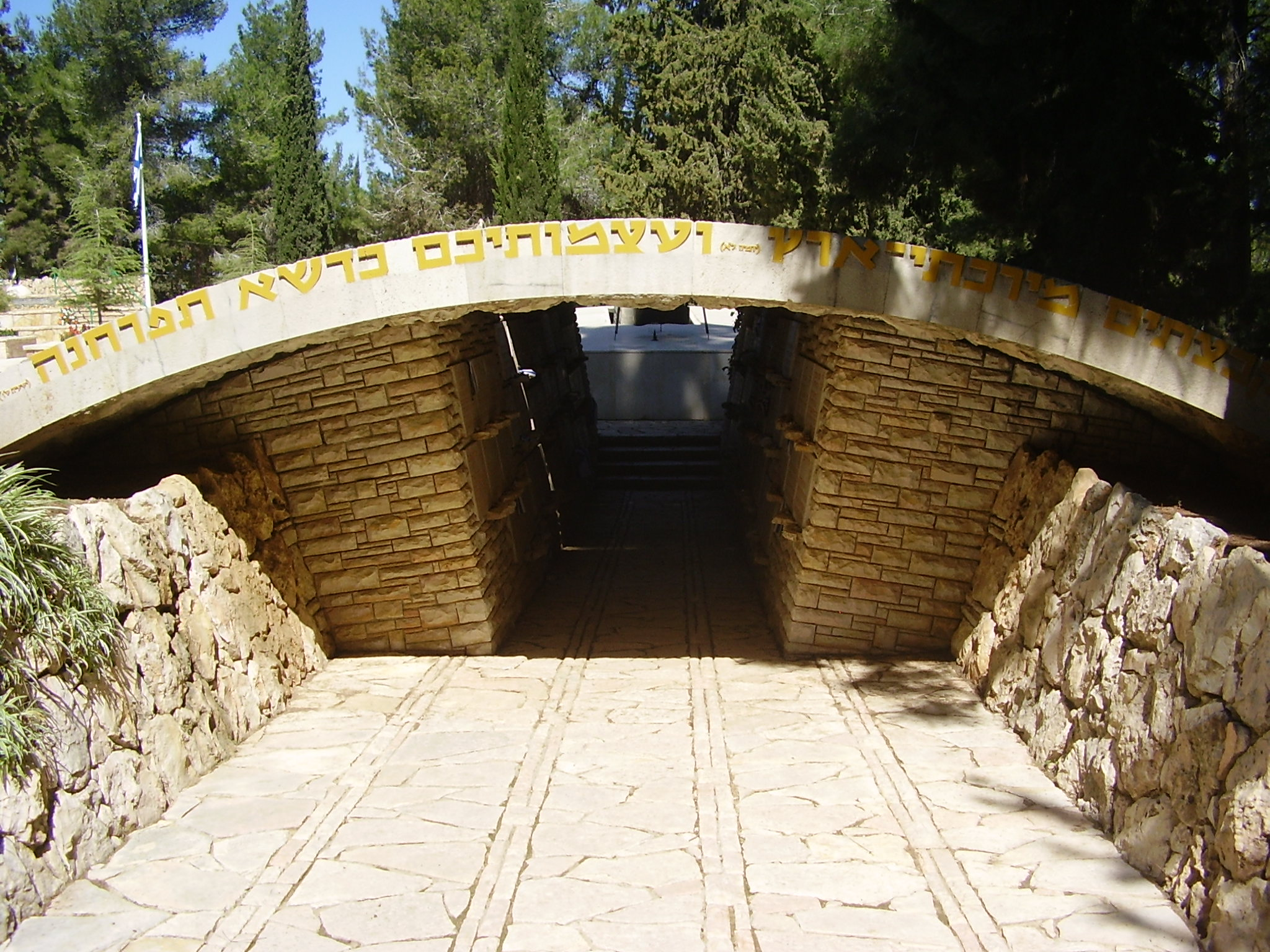
Denkmal für die Bewohner des Jüdischen Viertels von Jerusalem, die im Unabhängigkeitskrieg 1948 gefallen sind

## Militärfriedhof
Am Nordhang des Herzlberges befindet sich der wichtigste Friedhof der israelischen Streitkräfte sowie der israelischen Polizei. Soldaten bzw. Polizisten, die im Dienst gefallen sind, sind dort begraben.

### Alte Grabhöhle
Jüdische Grabhöhle aus dem zweiten Tempel, Soldatenfriedhof entdeckt im Jahr 1954.

### Garten der vermissten Soldaten
Der Garten der vermissten Soldaten auf dem Herzlberg ist ein Grabmal des unbekannten Soldaten und ein Park zur Erinnerung an Soldaten der israelischen Streitkräfte, die an einem unbekannten Ort gefallen sind, von 1914 bis zur Gegenwart.

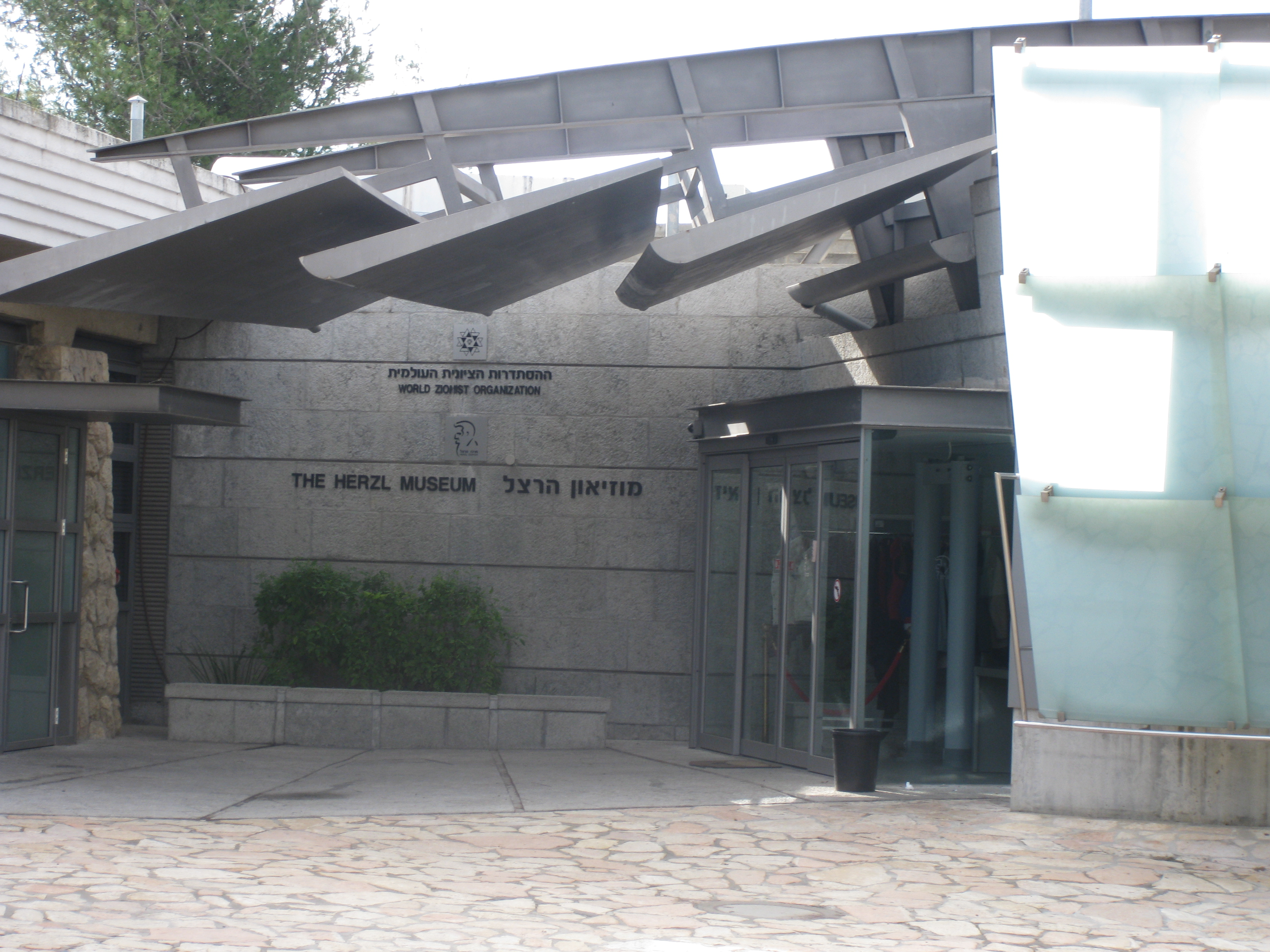
Herzl Museum
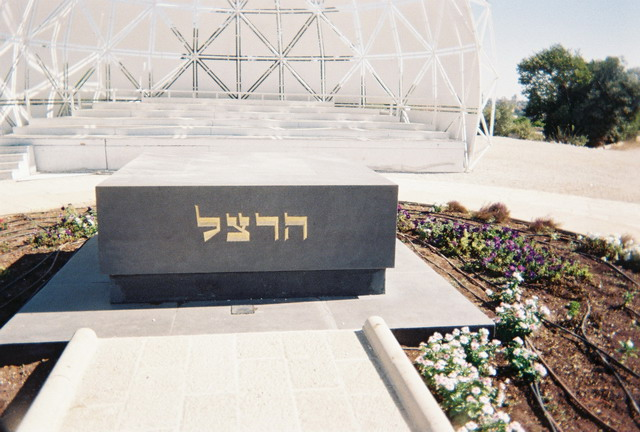
Grab von Theodor Herzl am Herzlberg
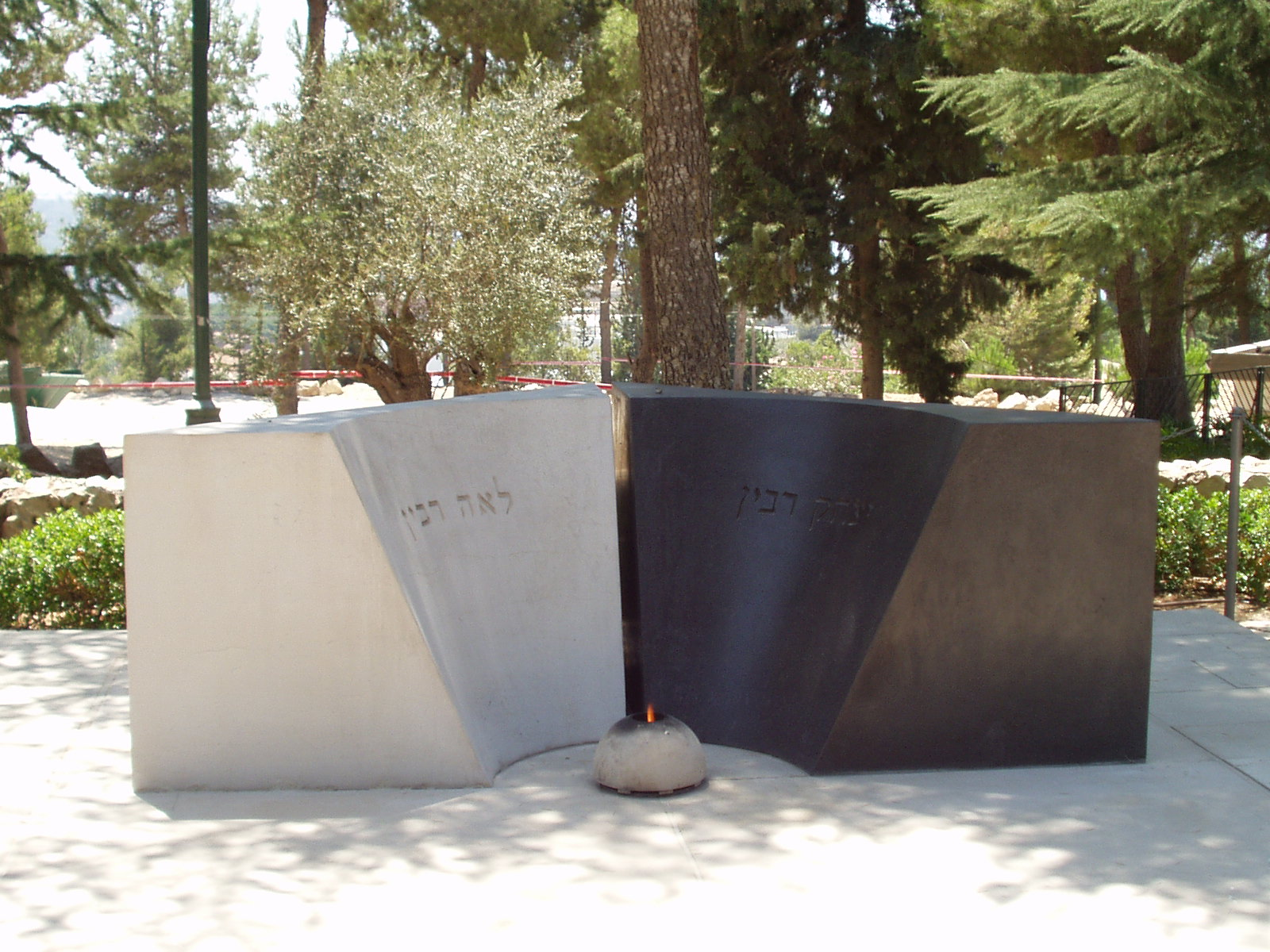
Das Grab von Jitzchak (schwarzer Stein) und Leah Rabin (weißer Stein)
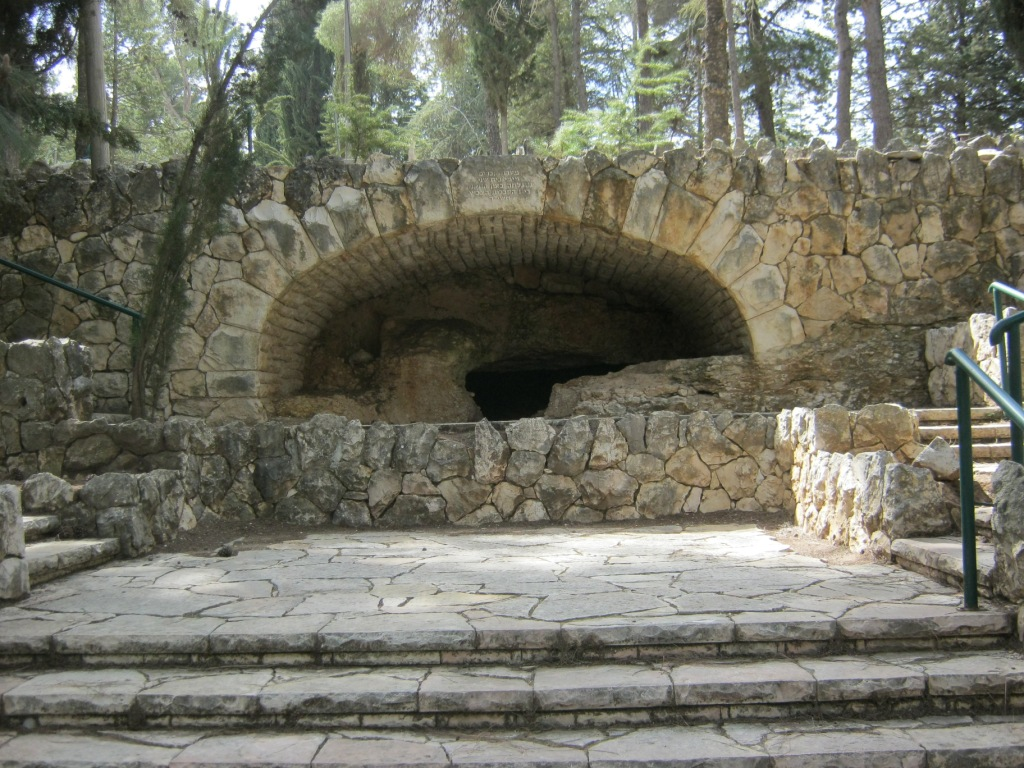
Grab aus dem zweiten Tempel, das auf dem Soldatenfriedhof entdeckt wurde
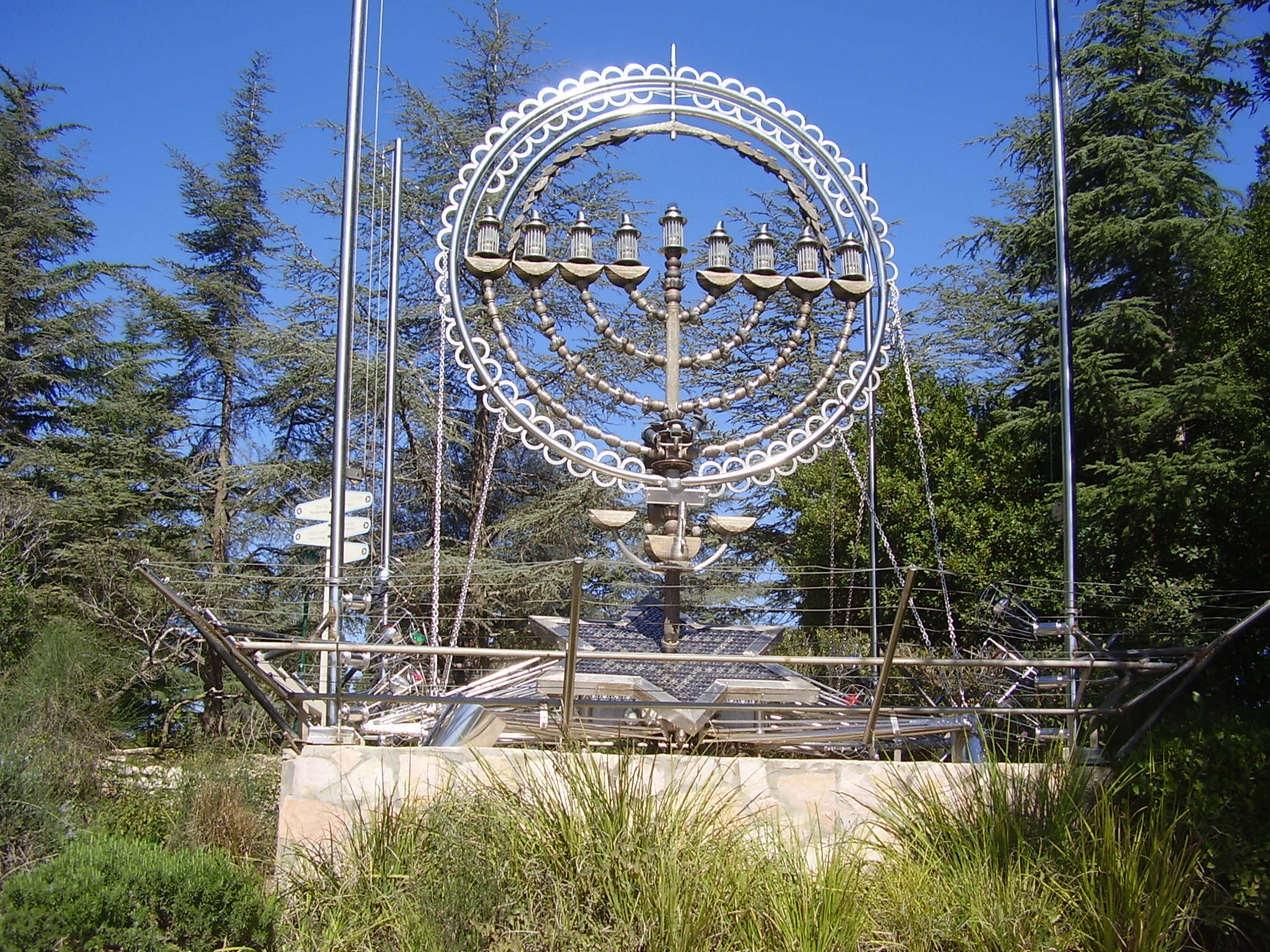
Chanukkia auf dem Herzlberg
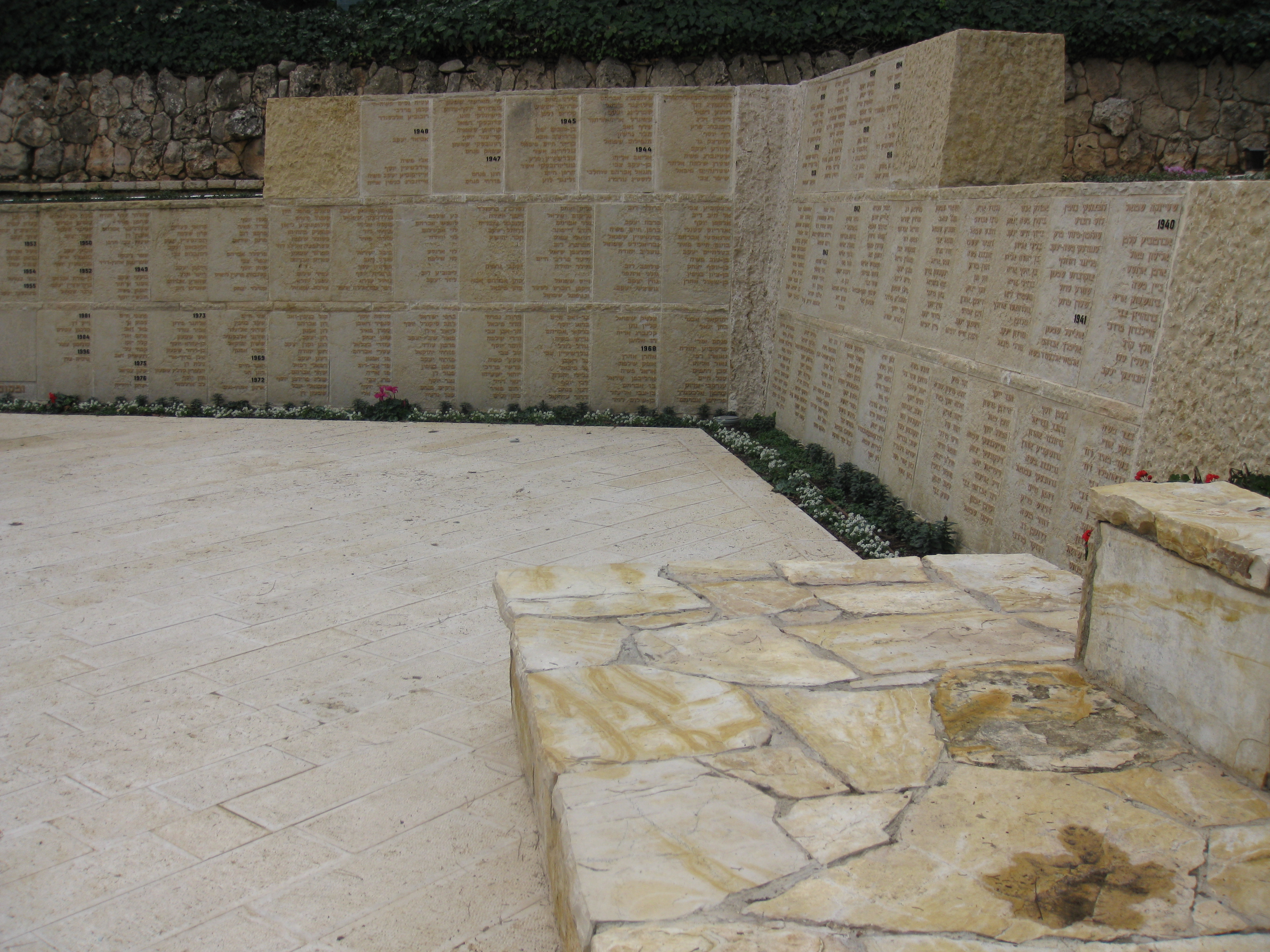
Garten der vermissten Soldaten
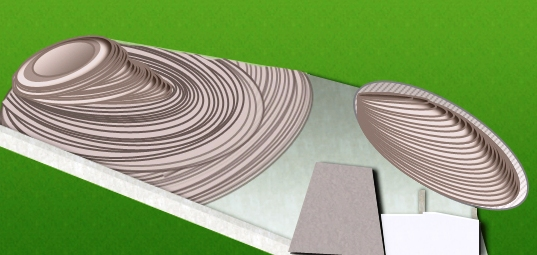
Illustration der geplanten nationalen Gedenkhalle, als Form einer Fackel zu sehen – 2015
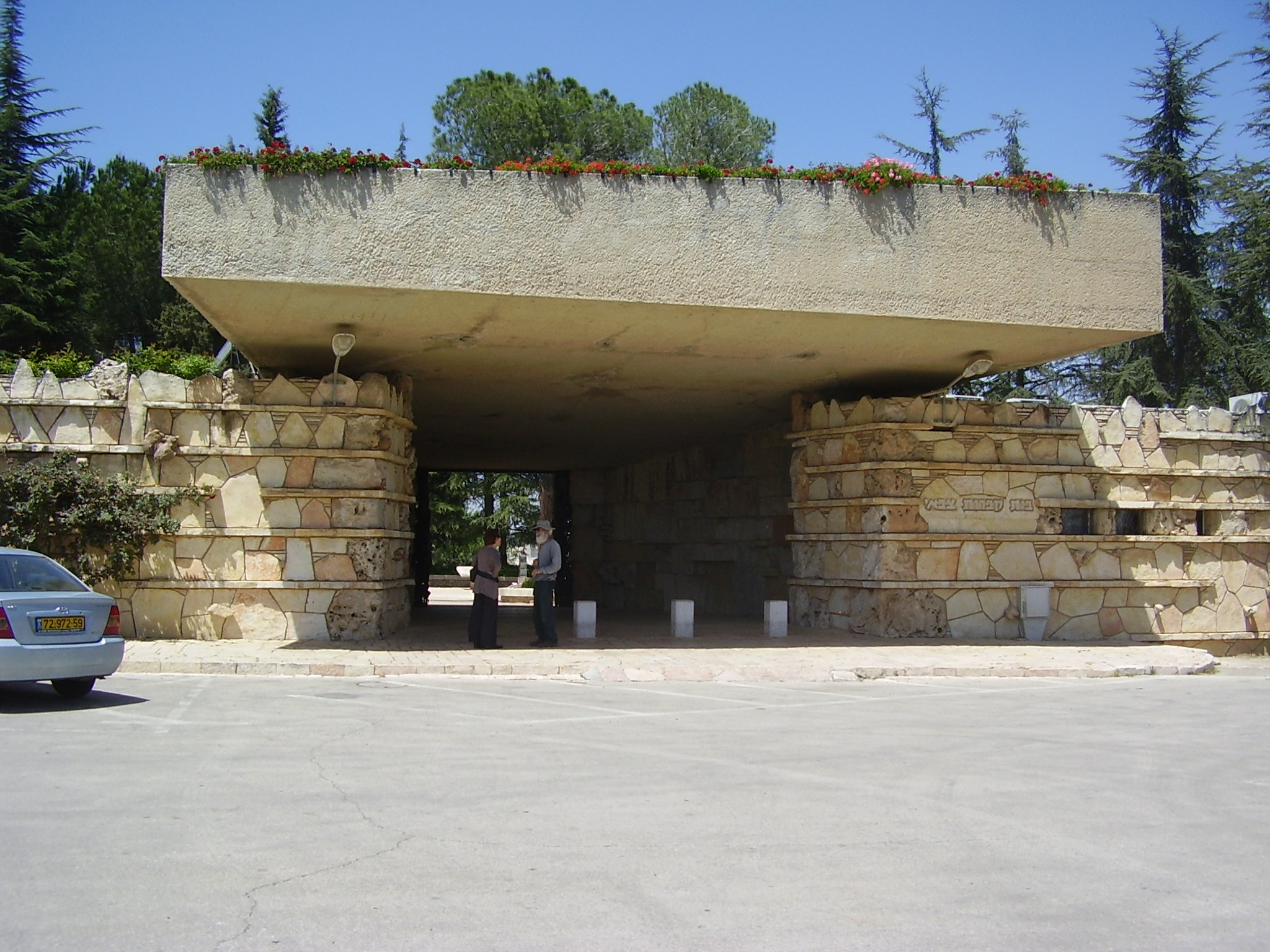
Eingang zum Militärfriedhof

## Berg der Erinnerung
- Der Berg der Erinnerung (an die Opfer des Holocaust) ist eine westliche Erweiterung des Herzlberges. Mit 806 Metern über dem Meeresspiegel nimmt er den Gipfel des Berges ein und ist nach Yad Vashem benannt.